# Bohuslav Beneš
Bohuslav Beneš (5. prosince 1919 Svídnice – 8. června 1951 Věznice Pankrác) byl český příslušník SNB a protikomunistický odbojář odsouzený v politickém procesu komunistickým režimem k trestu smrti a v roce 1951 popraven.
Narodil se v roce 1919 ve Svídnici. Pracoval u SNB. Po komunistickém převratu v roce 1948 se zapojil do protikomunistického odboje, když se stal agentem chodcem. Spolupracoval přitom s americkou zpravodajskou službou CIC. V květnu 1950 byl však po překročení státní hranice na Šumavě nedaleko pramenu Vltavy dopaden, když šel ve skupině s převaděčem Franzem Nowotnym, kterému se i přes těžké zranění podařilo uprchnout zpět do Západního Německa. Po Benešovi a dalších dvou převaděčích totiž bylo zahájeno rozsáhlé pátrání, do které se zapojila také armáda.
V politickém procesu byl odsouzen za trestné činy velezrady, vyzvědačství a zběhnutí odsouzen k trestu smrti. Dalším třem osobám (dvěma kurýrům a osobě, který jim u hranice pomáhala) byly uděleny dlouholeté tresty odnětí svobody včetně jednoho doživotního trestu. Popraven byl v červnu 1951.

## Připomínky
- Jeho jméno je uvedeno na pamětní desce popraveným příslušníkům Sboru národní bezpečnosti umístěné na fasádě v podloubí před vstupem do budovy Policejního prezidia České republiky na adrese Strojnická 935/27, 170 89 Praha 7 – Holešovice.[10][11]
- Jeho jméno je rovněž uvedeno na Pomníku Miladě Horákové a Obětem komunismu v Praze 4 - Nuslích na Náměstí Hrdinů, u stanice metra Pražského povstání, před Vrchním soudem v Praze a Vrchním státním zastupitelstvím v Praze.[12]
- Jeho jméno (chybně uvedeno Bohumil Beneš namísto Bohuslav Beneš) je uvedeno na desce v řadě 20 na Čestném pohřebišti popravených a umučených z 50. let (III. odboj) na Ďáblickém hřbitově: "Zde odpočívá Bohumil Beneš * 5. 2. 1919 + 8. 6. 1951"[13]

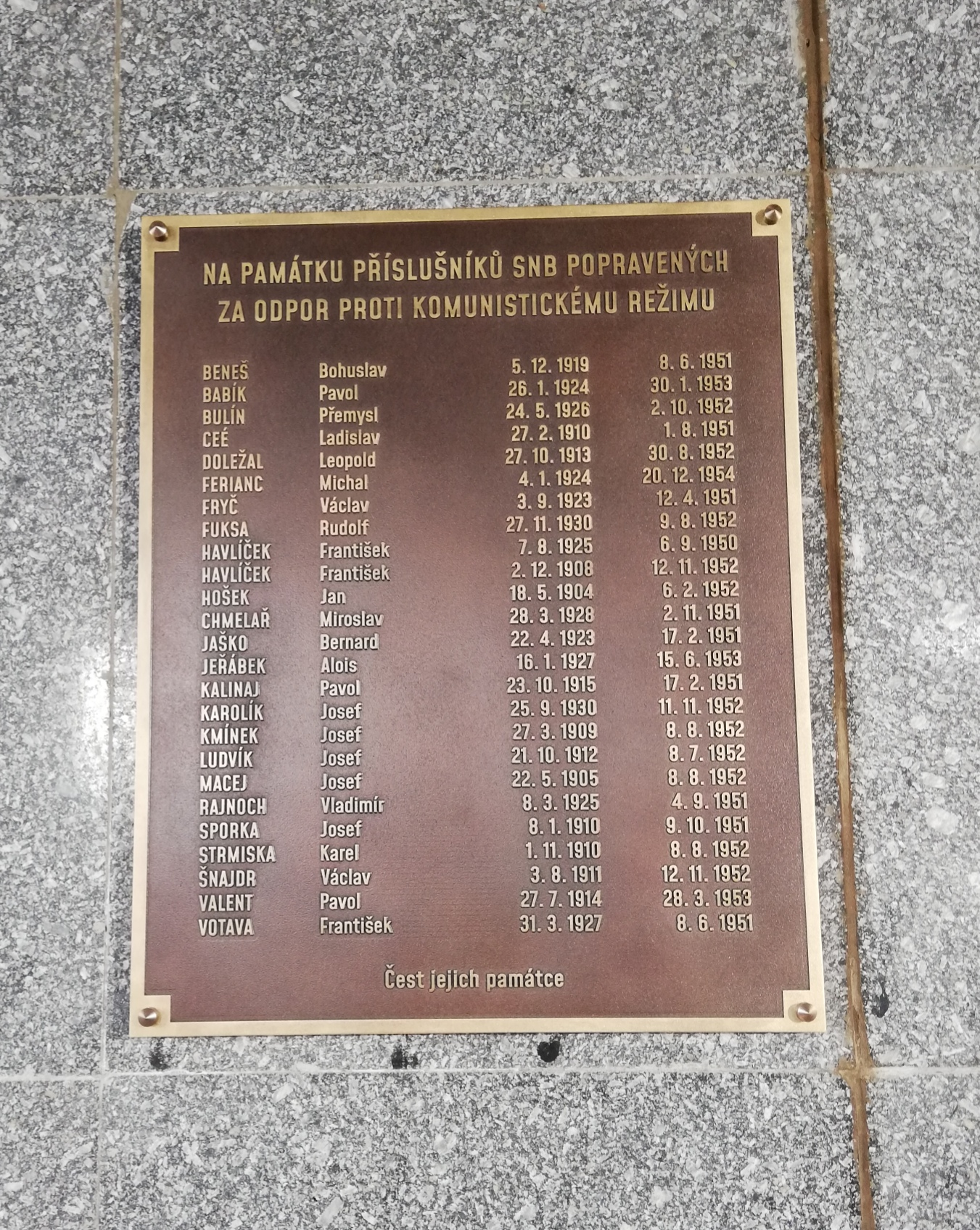
Pamětní deska popraveným příslušníkům Sboru národní bezpečnosti se jménem Bohuslava Beneše v pražských Holešovicích
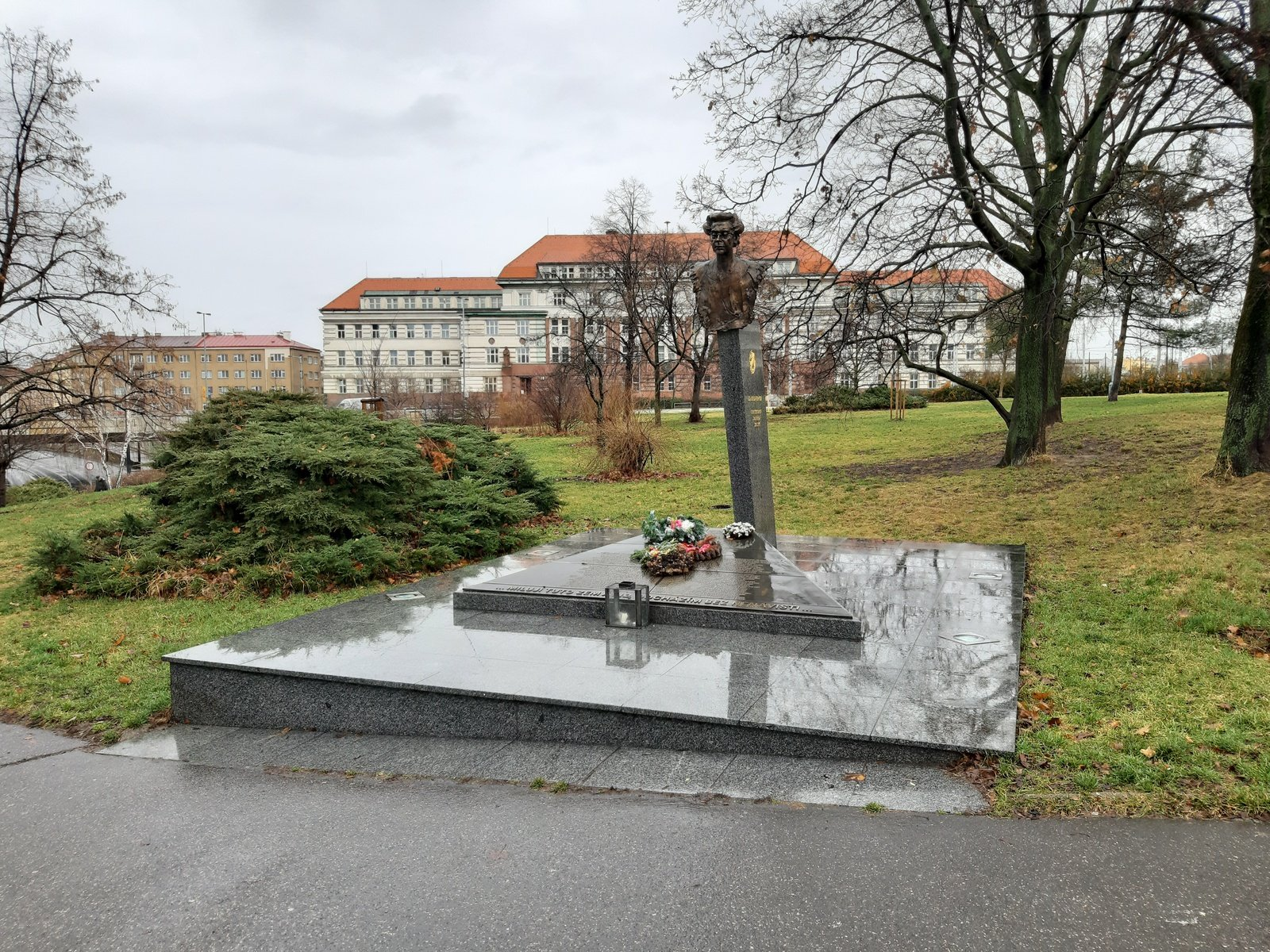
Pomník na náměstí Hrdinů v Praze 4 - Nuslích
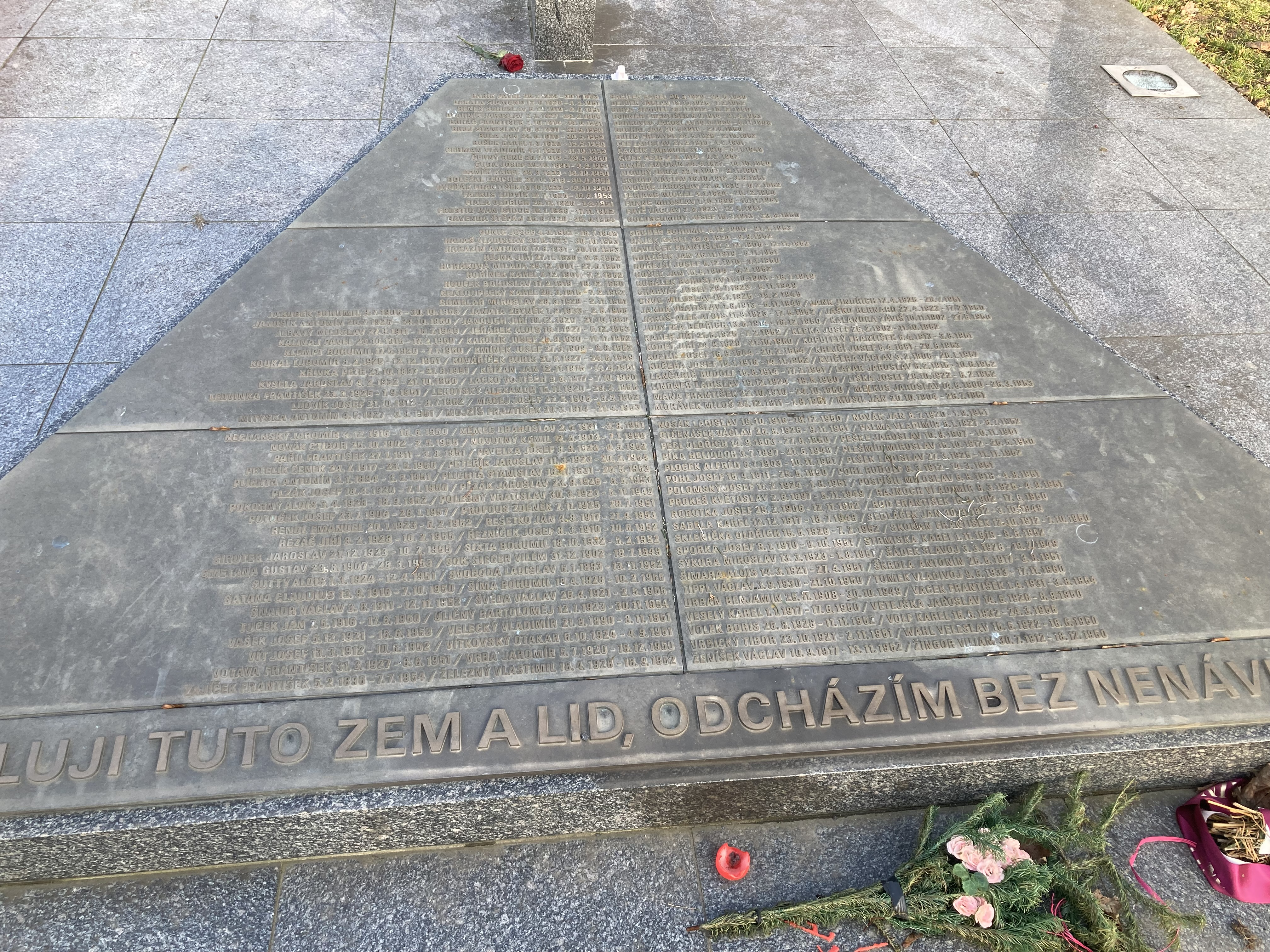
Seznam obětí komunismu se jménem Bohuslava Beneše na pomníku na náměstí Hrdinů v Praze 4 - Nuslích
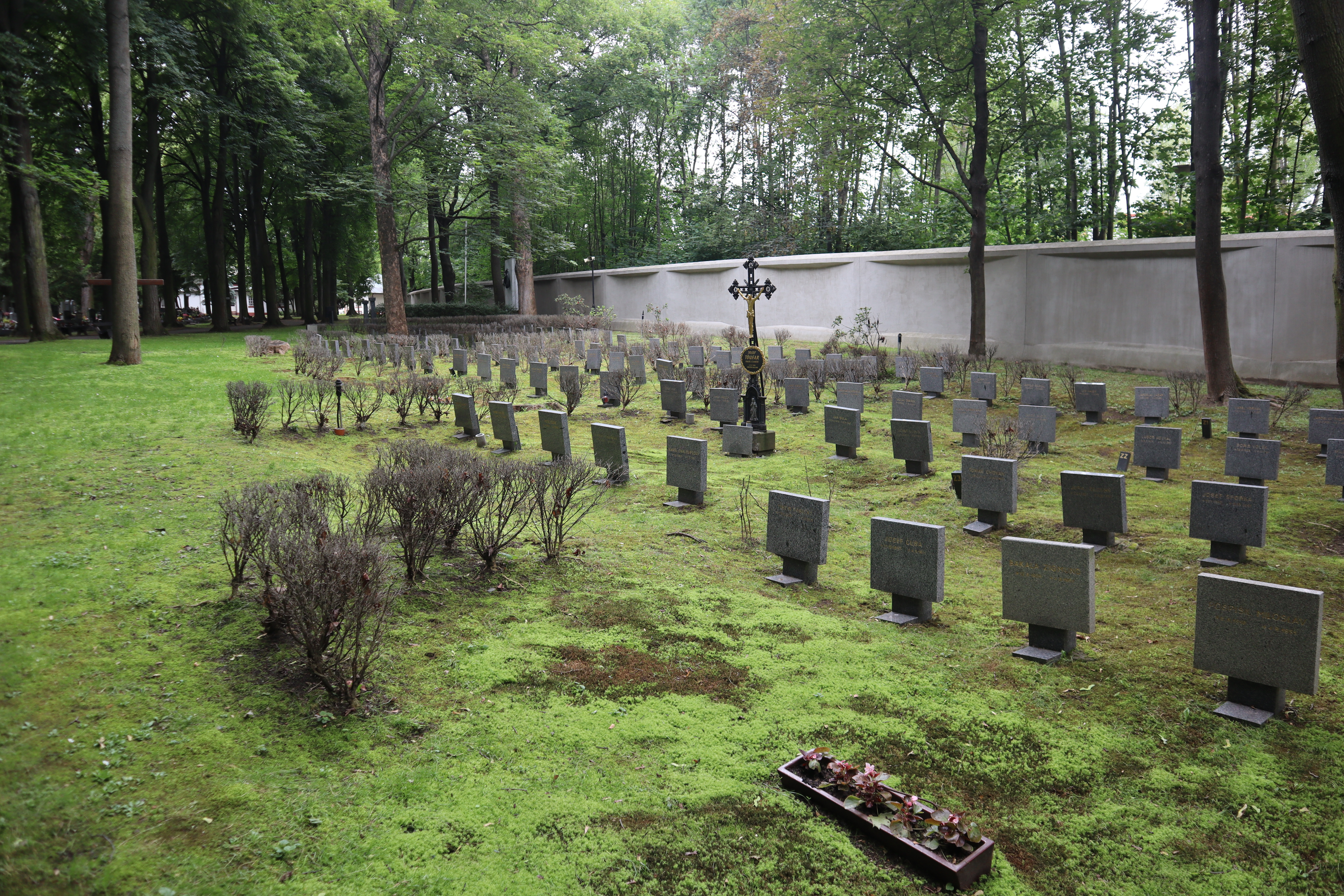
Čestné pohřebiště popravených a umučených z 50. let (III. odboj) na Ďáblickém hřbitově